# Erick Ozuna
Pour les articles homonymes, voir Ozuna (homonymie).
Erick Ozuna López, né le 5 octobre 1990 à La Romana en République dominicaine, est un footballeur international dominicain.
Il évolue comme attaquant avec l'Atlético Pantoja, du championnat de République dominicaine, et en sélection dominicaine de football.

## Biographie

### Sélection
Le 14 octobre 2010, il est appelé pour la première fois en équipe de République dominicaine par Clemente Hernández pour un match des éliminatoires de la Coupe caribéenne 2010 face aux Îles Vierges britanniques, où il marque un doublé (victoire 17 à 0).
Il compte 22 sélections et 9 buts avec l'équipe de République dominicaine depuis 2010.

## Statistiques

### Buts en sélection
Le tableau suivant liste les résultats de tous les buts inscrits par Erick Ozuna avec l'équipe de République dominicaine.